# Avril 2006 en Afrique
 (avril 2020).
Si vous disposez d'ouvrages ou d'articles de référence ou si vous connaissez des sites web de qualité traitant du thème abordé ici, merci de compléter l'article en donnant les références utiles à sa vérifiabilité et en les liant à la section « Notes et références ».

## 3 avril
- Burkina Faso : le virus H5N1 de la grippe aviaire a été identifié sur trois volailles d’un élevage à Gampéla dans la banlieue de la capitale Ouagadougou. Le Burkina Faso est officiellement le 5e pays africain touché par la grippe aviaire.

## 4 avril
- Guinée : un remaniement ministériel renforce les pouvoirs du Premier ministre Cellou Dalein Diallo qui hérite «des portefeuilles » de l'Économie et des finances, du Plan et de la coopération internationale et du Contrôle économique et financier.
- Niger : le gouvernement a annoncé qu’il n’accorderait plus d’accréditation aux journalistes étrangers voulant couvrir la crise alimentaire au Niger.

## 5 avril
- Burkina Faso : le Comité des droits de l’Homme de l’Onu, saisi par la Campagne internationale justice pour Sankara (CIJS) demande au Burkina Faso de dire la vérité concernant la mort de l’ancien président Thomas Sankara, assassiné lors du coup d’État militaire en 1987. L’arrêt précise qu’ « ainsi, le Burkina Faso a l’obligation d’enquêter et de déterminer les circonstances de sa mort, au lieu de se réduire à simplement rectifier son certificat de décès. » Jusqu’à présent, l’État burkinabé déclare que Thomas Sankara est décédé de mort naturelle.
- Guinée : le président Lansana Conté a limogé pour faute lourde son premier ministre Cellou Dalein Diallo alors que celui-ci venait de voir ses prérogatives élargies à la suite d'un remaniement ministériel.

## 6 avril
- Bénin : Yayi Boni a été investi à Porto-Novo président de la république.

## 8 avril
- Bénin : le nouveau président a rendu publique la composition de son gouvernement.

## 9 avril
- Gabon : décès, à Paris, de Georges Rawiri. Le président du Sénat, proche du président Omar Bongo Ondimba, était âgé de 74 ans.
- Tchad : les rebelles du Front uni pour le changement (FUC) ont lancé des attaques dans le sud-est du pays, à proximité de la frontière centrafricaine.

## 11 avril
- République du Congo : le Premier ministre Isidore Mvouba, lors du lancement à Brazzaville de l'initiative d'accélération de la prévention, du traitement et des soins du sida au Congo, a annoncé le souhait du gouvernement d’accorder la gratuité du test de dépistage du VIH/sida et du traitement antirétroviral dans les hôpitaux publics.
- Tchad : les rebelles du Front uni pour le changement (FUC) ont pris le contrôle de la ville de Mongo, située à 400 km à l’est de la capitale Ndjamena, poursuivant les attaques menées par cette rébellion contre le président Idriss Déby Itno.

## 12 avril
- Tchad : selon un communiqué de l'ONG Human Rights Watch, publié le 25 mai, des miliciens soudanais djandjawids seraient responsables de la mort de 118 civils, tués à la machette dans l'Est du Tchad, à 70 km de la frontière soudanaise.

## 13 avril
- Rwanda : Paul Bisengimana, ancien maire de Gikoro, a été condamné à quinze ans de prison par le Tribunal pénal international pour le Rwanda, pour le meurtre d’un millier de Tutsis qui s’étaient réfugiés dans une église.
- Tchad : les rebelles du Front uni pour le changement ont tenté une offensive à Ndjamena. Après six heures de combat, l’offensive a été repoussée par les forces gouvernementales.

## 14 avril
- Burundi : le gouvernement a décidé de lever le couvre-feu instauré en 1972, à la suite de l'assassinat de Melchior Ndadaye, premier président démocratiquement élu.
- Tchad, Soudan, République centrafricaine : le président tchadien Idriss Déby Itno, accusant le Soudan de soutenir les rebelles, a annoncé la rupture des relations diplomatiques avec khartoum. Il a menacé d’expulser à partir de juin les 200 000 réfugiés soudanais présents sur le territoire tchadien, source de déstabilisation pour son pays. La République centrafricaine  a fermé sa frontière avec le Soudan qu’elle considère comme responsable de l’attaque de rebelles tchadiens.

## 15 avril
- Gambie : le Président gambien Yahya Jammeh a estimé que la tentative de coup d’État intervenu le 21 mars ne serait qu’ « une machination menée contre la Gambie de la part d'autres pays jaloux de la paix, du progrès et du développement que son gouvernement a enregistré depuis son accession au pouvoir. »
- Tchad, Soudan : le président tchadien Idriss Déby Itno a accusé le président soudanais Omar el-Béchir de génocide au Darfour. Il a déclaré qu’il demandait « à toutes les grandes puissances, à l'Union africaine, aux Nations unies, à l'Union européenne, aux États libres épris de paix et de justice d'intervenir militairement pour sauver les populations du Darfour qui subissent le pire génocide de la part du président Béchir ».

## 18 avril
- Côte d'Ivoire : décès, à Paris, du cinéaste ivoirien Henri Duparc[1].

## 23 avril
- Burkina Faso : les élections municipales ont été largement remportées par le Congrès pour la démocratie et le progrès (CDP), parti du président Blaise Compaoré.

## 25 avril
- Paludisme : l’Afrique a célébré la 6e journée de lutte contre le paludisme autour du thème « L'accès au traitement efficace du paludisme est un droit de tous »

## 26 avril
- République démocratique du Congo : delon un rapport de l’ONG Watchlist on children and armed conflict rendu public à Kinshasa, 20 000 enfants continuent de mourir, chaque mois, des conséquences directes ou indirectes du conflit armé.
- Soudan : l’Union africaine a présenté un projet d’accord de paix pour le Darfour qui prévoit, pour 2010, un vote en vue de la création d’une entité géographique regroupant les trois États formant le Darfour et le désarmement des milices janjawid.
- Tchad : Delphine Djiraïbé Kemmeloum, coordinatrice du Comité du suivi de l'appel à la paix et la réconciliation qui réunit de nombreuses associations et ONG, a appelé les citoyens à boycotter l’élection présidentielle prévue le 3 mai.

## 28 avril
- Mali : décès, à Paris, de Mamadou Maribatrou Diaby, homme politique malien, ancien candidat à l’élection présidentielle, président fondateur du Parti pour l'unité, le progrès et le développement (PUDP)[2].

## 30 avril
- République démocratique du Congo : la Commission électorale indépendante (CEI) a annoncé le report au 30 juillet 2006 des élections présidentielle et législatives prévues le 18 juin.